# Сбежавшая невеста (Доктор Кто)
Эта статья о телесериале «Доктор Кто». Об одноимённом голливудском фильме см. статью Сбежавшая невеста
«Сбежавшая невеста» — нулевая серия третьего сезона британского научно-фантастического телесериалa «Доктор Кто», рождественский специальный выпуск.
В нём появляется Кэтрин Тейт в роли Донны Ноубл, впоследствии ставшей постоянной спутницей Доктора.
Серия была выпущена на Рождество, 25 декабря 2006. Донна Ноубл впервые появляется в конце предыдущей серии «Судный день».

## Сюжет
Донна Ноубл исчезает прямо во время собственной свадьбы и материализуется в ТАРДИС. Она и Доктор понятия не имеют, что произошло. Донна пугается и требует у Доктора вернуть её назад. Доктор пытается понять, как Донна оказалась в ТАРДИС. Он возвращает её на Землю.
Доктор внезапно видит Санта-Клаусов в масках, которых он видел в прошлое Рождество (Рождественское вторжение). Донна садится в такси, но водителем оказывается ещё один Санта-лоцман. Доктор спасает Донну из машины.
Просмотрев видеозапись исчезновения Донны, Доктор понимает, что внутри Донны находятся частицы хьюона (huon particles), много веков назад уничтоженные Повелителями времени. Эти частицы и притянули её в ТАРДИС. Доктор выглядывает в окно и видит приближающихся Санта-лоцманов. Изолятор не скрывает Донну от них. У одного из лоцманов пульт управления. Со всех ёлок срываются шарики-украшения и падают на людей, взрывая всё вокруг. Доктор ломает роботов с помощью усиленного звука и выслеживает сигнал того, кто ими управляет. Этот некто находится в космическом корабле над городом и следит за Доктором. Донну он называет «ключом».
Доктор, Донна и жених Донны, Ланс, приходят в компанию Эйч Си Клементс и понимают, что в здании есть потайной этаж под землёй. Они спускаются туда и видят огромное существо — Императрицу Ракносс. Посреди комнаты находится огромная яма. Внизу, в самой глубине, находится множество спящих ракносс. Ланс оказывается союзником ракносс. Доктор и Донна спасаются в ТАРДИС и попадают на момент создания Земли из пыли и камня, рассеянных в воздухе.
Ракносс притягивает ТАРДИС к Лансу с помощью частиц хюона, но Доктор немного сбивает курс с помощью экстраполятора, и они оказываются в тоннеле недалеко от неё. Ракносс переносит Донну в паутину, бросает Ланса в яму и начинает разрушать город.
Доктор освобождает Донну и заливает остальных ракносс. Императрицу ракносс убивают выстрелами с земли.

## Производство и показ
- Съёмки проводились не зимой, а в июле, когда в Кардиффе была температура +30℃.
- Одежда, которую нашла Донна, принадлежала Розе Тайлер. Из серии вырезали сцену, в которой Доктор открывает дверь ТАРДИС и выбрасывает её в космос.
- На предварительной читке сценария часть роли Кэтрин Тейт прочла София Майлс, игравшая мадам де Помпадур в серии «Девушка в камине».
- Серия предшествует началу нового, 3 сезона.
- Официальное количество зрителей серии — 9350 тысяч, что делает её десятой по популярности программой на британском телевидении в течение рождественской недели.
- «Сбежавшая невеста» была выпущена в качестве отдельного эпизода, вместе с «Доктор Кто: Конфиденциально» — специальной серией «Музыка сфер» 2 апреля 2007 года в качестве основного DVD без использования дополнительных особенностей.

## Факты
- Сара Париш ранее играла с Дэвидом Теннантом в драме BBC «Блэкпул» (Blackpool).
- Это первый эпизод возрождённого сериала, где у Доктора нет постоянного спутника.
- Санты-роботы ранее появлялись в эпизоде «Рождественское вторжение». Тогда Доктор называл их лоцманами.
- В 4 сезоне Донна Ноубл вернулась в качестве постоянной спутницы Доктора.
- Жаклин Кинг и Говард Эттфилд позже вернутся в 4 сезоне как родители Донны, но её отец погибнет и будет впоследствии заменён Бернардом Криббинсом в роли дедушки Донны Уилфреда Мотта.
- В серии четвёртого сезона Поверни налево события этой серии являются причиной смерти Доктора в альтернативной реальности Донны Ноубл.
- В этом эпизоде впервые упоминается Мистер Саксон (это имя является сюжетной аркой третьего сезона). Именно он отдаёт приказ уничтожить ракносс.
- В начале этой серии Доктор упоминает кого-то, кто «слегка толстоват и с молнией на лбу», имея в виду сливинов.